# Râul Aluniș, Turia
Pârâul Aluniș este un curs de apă, afluent al râului Valea Gorganului. 

## Hărți
- Harta munții Bodoc-Baraolt  Arhivat în 29 ianuarie 2014, la Wayback Machine.
- Harta județul Covasna